# 军就
军就（？—125年），东汉时车师后部王。
汉安帝永宁元年（120年）车师后王军就和他母亲沙麻，追随北匈奴，杀死后部司马及敦煌长史索班等人，赶走车师前王，控制西域北道。鄯善国危急，向曹宗求救。曹宗上书朝廷，请求出兵五千进攻匈奴，重新收回西域。延光四年（125年）七月，西域长史班勇征发敦煌郡、张掖郡、酒泉郡等郡六千骑兵和鄯善、疏勒、车师前王国军队，击败军就，斩首八千余，生擒军就和匈奴持节使者，带到索班阵亡之地斩首，人头传回洛阳。汉顺帝永建元年（126年），班勇改立农奇的儿子加特奴为王。